# 美空ひばり (女優)
美空 ひばり（みそら ひばり、1923年2月16日 - ）は、日本の昭和の戦前期の女優である。

## 略歴
東京府北豊島郡日暮里町（現在の東京都荒川区日暮里地域）生まれ。本名：高城富久子（結婚後、山本富久子）。松竹少女歌劇学校第5回卒業生として1938年に松竹歌劇団に入団。美空ひばりという芸名はこの入団のときからのもの。先輩に類似した名前の「御空ひばり」がいるが別人。同歌劇団では、小月冴子や並木路子、加藤治子（御舟京子）の一期後輩。幾野道子の一期先輩。初舞台は浅草・国際劇場。
1940年に大都映画に入社し、複数の映画に主演または準主演で出演した。代表的な出演映画は、『大陸は微笑む』（弥刀研二監督、1940年）、『時代の狼火』（大伴龍三監督、1941年）、『太閤への使者』（益田晴夫監督、1941年）。1943年に俳優の香取栄二と結婚して引退した。
引退の数年後に同じ美空ひばりという芸名で別人の少女歌手・加藤和枝が芸能活動を始め、映画にも出演しているが、芸名の使用について了解を求めたという記録等はない。東京新聞が2010年に元・女優のひばり（山本）を取材した際に山本本人は「面識はなく、偶然の一致」と語っている。さらに歌手のひばり（加藤）がデビューした当時は活躍中の加藤を気遣って「美空ひばり」であったことは山本側からは一切明かさなかったという。また、生前加藤が所属していたひばりプロダクション側も、山本については全く知らなかったとしている。

## 芸名について
1979年の隔週刊女性誌『微笑』に掲載されたひばり（山本）への取材記事によれば、美空ひばりという芸名は松竹歌劇団入団時に歌劇団側から提示された3つの名前の中から本人が選んだもの。先輩に類似した名前の「御空ひばり」がいたことは本人も聞いている。この「御空ひばり」は1931年入団である（下記の参考文献参照）。芸名字の「美空」については宝塚歌劇団に男役として活躍していた美空暁子がいたことが影響している可能性がある（1933年宝塚入団、1941年退団。退団後は南美江）。

## 歌手の美空ひばりとの関係
歌手および女優の美空ひばり（加藤和枝）が「美空ひばり」の名を使っていることについて、山本は「複雑な心境」だったと語っている。加藤の人気が上がるにつれ「自分のかつての芸名と同じだなんて、だんだん人にいう気になれなくなりました」「むしろ、そのことをなるべく隠すようにしていました」という。なお山本は日本コロムビアの社内で加藤に一度会ったことがあり、そのとき加藤にサインをもらったという。また「家族全員が大ファン」であるとも語っている。
山本の引退と加藤がひばりの名を使い始めるのとの間があまり離れていないため勘違いがおこることもあったようである。近衛十四郎は映画ポスターにあるひばりの名を見つけて山本の夫の香取栄二に「なんだ、またカミさんは映画に戻ったのか」と言い、香取は「いいえ、あれは子役です」と説明したという。